# Derlis Florentín
Derlis Javier Florentín Noguera (Caacupé, 9 gennaio 1984 – 28 marzo 2010) è stato un calciatore paraguaiano, di ruolo attaccante.

## Carriera
Conta 38 presenze e 18 reti nel massimo livello del calcio ecuadoriano.